# Семёрка (ледокол)
«Семёрка» (Ледокол № 7) — советский ледокол.
Построен в 1916 года на верфи «C. Rennoldson & Co, South. Shields» в Ньюкасле (вместе с однотипным «Девяткой» (последний затонул 24 октября 1932 году в Белом море во время операции по спасению другого судна).
В 1917 году «Ледокол VII» был мобилизован и использовался в качестве портового ледокольного парохода в состав судов флотилии Северного Ледовитого океана.
Во время шторма 24 августа 1917 года группа из пяти матросов под командованием помощника командира ледокола Сулимейко спасла 20 пассажиров потерпевших бедствие во время пожара парохода Товарищества Архангельско-Мурманского срочного пароходства «Урядник», за что получила благодарность от начальника Кемского порта А. Палибина и командира ледокола Черткова.
Оставлен белогвардейцами при эвакуации Архангельска.
В 1920 года в составе Беломорской флотилии и Морских сил Северного моря. после в составе судов Управления Архангельского торгового порта.
В 1923 году передан с Белого моря на Чёрное, в состав Управления Одесского торгового порта.
21 февраля 1937 года радиостанция Николаевского порта получила радиограмму с ледокола «Семёрка»: «SOS! 6 часов 19 минут 31 грудуса остовой долготы 46 градусов нордовой широты. Заливает машины. Сейчас сходим с судна. Свет…».
В указанное место был направлен из николаевского порта мощный ледокол «Макаров».К месту бедствия также вышли суда из Одесского порта — через 2 часа — «Хенкин», через 8 часов — «Тайфун».
22 февраля 1937 года спасательная операция ввиду плохой погоды и тумана не производилась, с 23 февраля 1937 года суда и гидросамолёты работали в районе кораблекрушения, однако следов катастрофы и выживших не было найдено.
24 февраля 1937 года команда буксира «Тайфун» обнаружила ряд предметов с затонувшего судна (обломки шлюпки, бочки, ящики) и труп члена экипажа ледокола. Всего погибло 35 человек. Народный комиссар водного транспорта Н. И. Пахомов создал специальную комиссию по расследованию причин гибели судна. В неё вошли начальник Южного Центрального управления морского флота Нечипуренко, ревизор-диспетчер Добров и инспектор Политуправления Наркомвода Левинсон.
Семьям погибших было оказано пособие от государства, детям обеспечена возможность получения школьного образования.
10 мая 1937 года выездная сессия водно-транспортной коллегии Верховного суда вынесла приговор по делу о гибели ледокола.

Было установлено, что ледокол, вернувшийся из тяжёлой ледовой кампании был отправлен в рейс без проверки мореходных качеств. Черноморское пароходство и Одесский морской порт не приняли всех необходимых мер к спасению команды ледокола.

Главными виновниками были названы бывший начальник службы эксплуатации пароходства и бывший начальник порта, приговорённые к 10 годам лишения свободы. Вахтенный радист, не передавший вовремя «SOS» был приговорён к 6 годам лишения свободы, бывший начальник радиостанции пароходства и старший инженер службы связи — к 4 годам.
Получили условные сроки заместитель начальника пароходства и капитан Одесского порта.
К 1938 году поднят и отремонтирован, приписан к Николаевскому портоуправлению.
Участвовал в Великой Отечественной войне, буксировал баржи с грузами, участвовал в обороне Одессы, принимал участие в спасении людей с теплохода «Молдавия», в январе-феврале 1942 под командованием капитана В. Г. Попова осуществлял ледовую проводку судов из Новороссийска в Керчь и Камыш-Бурун.
20 апреля 1942 года в Керченском проливе у мыса Такиль подорвался на магнитной мине. Погибло 25 человек, спаслось 11 человек. Поднят после войны, в 1954 году утилизирован.
Братская могила экипажа ледокола № 7 находится в Керчи.

## Интересные факты
- Однотипный с «Семёркой» ледокол «Девятка» также погиб в результате борьбы со стихией. 24 октября 1932 года начальником Северного бассейна Совторгфлота был отдан приказ командиру ледокола № 9 Таратину следовать к деревне Петрино на Терском берегу Белого моря для спасения потерпевших аварию ледокола № 8 и морского лихтера «Альбатрос». Однако ледокол не достиг места аварии и не вернулся обратно в порт Архангельск. Впоследствии в нескольких километров от Зимнегорского маяка в 60 милях от Архангельска была обнаружена лодка с ледокола и 8 мёртвых тел команды. Остальные 31 члена команды пропали без вести[9].